# Simplicissimus

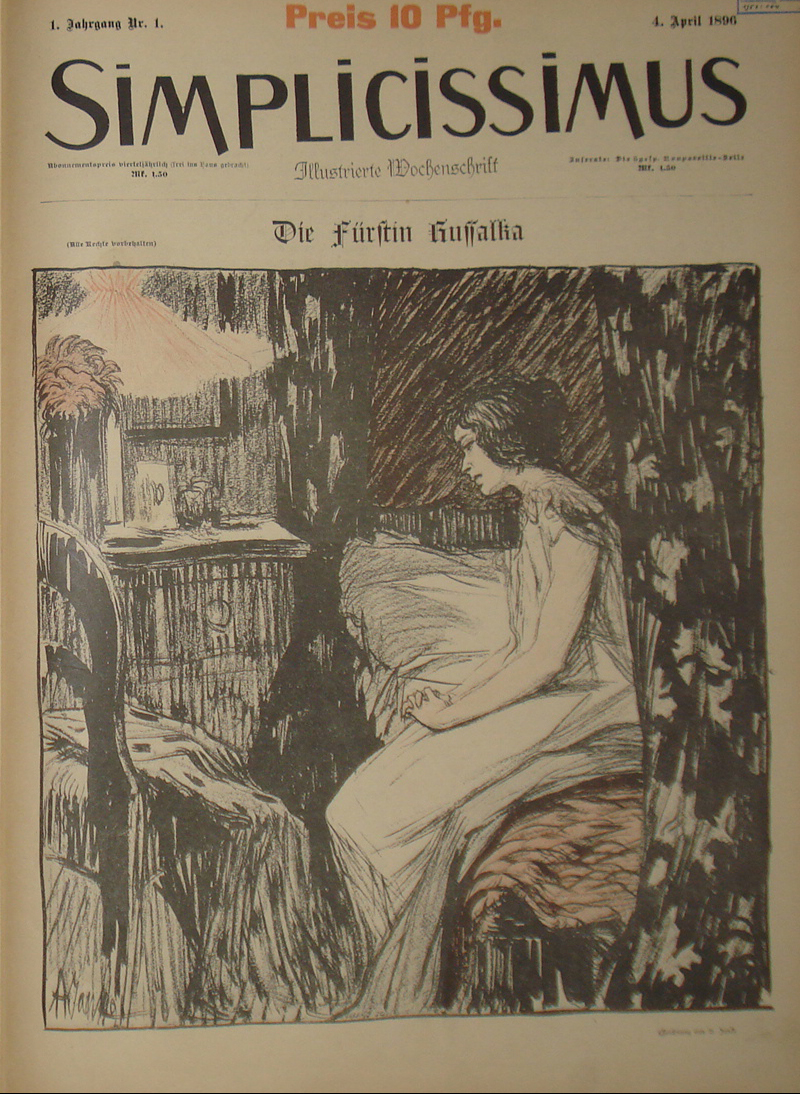
Omslaget till det första numret av Simplicissimus (1896).

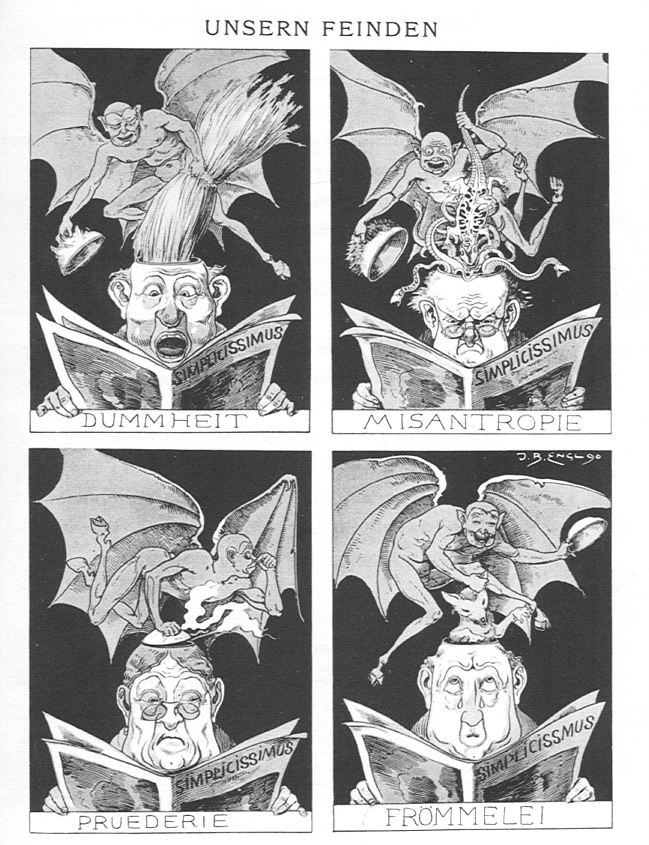
Ur första numret: "Våra fiender dumhet, misantropi, prydhet, trångsynthet".

Simplicissimus var en radikal tysk satirtidskrift som grundades av Albert Langen 1896 och gavs ut fram till 1944.
Tidskriftens tyngdpunkt var det visuella. Tidigt engagerades tecknaren Thomas Theodor Heine, som varje vecka producerade en omslagsbild till tidningen. Langen fick också namnkunniga skribenter som Thomas Mann, Frank Wedekind och Rainer Maria Rilke att skriva för tidningen.
1898 upprördes Vilhelm II av Tyskland av en artikel och en teckning i Simplicissimus om hans besök i Palestina. Numret konfiskerades, och Langen, Heine och skribenten Frank Wedekind åtalades. Langen lyckades fly till Schweiz, medan Wedekind och Heine fick fängelsestraff på sju respektive sex månader för att ha attackerat den tyska monarkin. Detta skulle bara vara första gången som arbetet med den satiriska tidningen skulle resultera i fängelse.
1902 anställdes den norska tecknaren Olaf Gulbransson, som kom att få stort inflytande över tidningen. Andra tecknare vid denna tiden var Rudolf Wilke, Walter Trier, Eduard Thöny och från 1907 till 1918 även Ragnvald Blix.
1906 förändrades ägandeformen av tidningen, och Langen släppte på sin bestämmanderätt. När Langen dog 1909, tog Ludwig Thoma över som chefredaktör. Under denna period kom tidningen att kritiseras från både den politiska högern och vänstern. När första världskriget bröt ut 1914, ansåg Thoma att tidningen skulle läggas ner, men Heine motsatte sig detta och med stora delar av medarbetarna bakom sig fortsatte tidningen att ges ut.
Thoma anslöt sig till armén, och där skall han ha frånsagt sig sitt tidigare arbete med tidningen. Efter kriget anslöt han sig i stället till en grupp på högerkanten som kallade sig för Deutsche Vaterlandspartei.
Under mellankrigstiden drevs tidningen främst av Thomas Heine, Olaf Gulbransson, Edward Thony och tecknaren Karl Arnold. Under denna period, när tidningen var hårt ansatt av nazisterna, var konstnärer som Erich Schilling, George Grosz och Käthe Kollwitz kopplade till tidningen. 
När vänsteraktivister och andra började att arresteras av naziregimen, flydde Thomas Heine och Walter Trier Tyskland. Olaf Gulbransson, Karl Arnold, Erich Schilling och Edward Thöny drev dock tidningen vidare, tills den tvingades att upphöra 1944.